# 3.º Distrito Congressional do Arkansas
O 3.º Distrito Congressional do Arkansas é um dos quatro distritos do estado na Câmara dos Representantes dos Estados Unidos. Situa-se ao noroeste do Arkansas e abrange Fort Smith, Fayetteville, Springdale e Bentonville.
Nas eleições de 2024, o republicano Steve Womack venceu a democrata Caitlin Draper com 63,8% dos votos.